# 地袍菌属
地袍菌属为石袍菌科的一个属。该属的模式种为结节神袍菌（Geotoga petraea）。

## 下属物种
本属包括以下物种：
- 结节神袍菌 Geotoga petraea Davey et al. 1993
- Geotoga subterranea Davey et al. 1993